# Malische Basketballnationalmannschaft
Die malische Basketballnationalmannschaft der Herren vertritt Mali bei Basketball-Länderspielen. Die malische Auswahl ist ein regelmäßiger Teilnehmer an den Endrunden der kontinentalen Afrikameisterschaft und nahm bislang an 17 von 26 Austragungen teil. 1972 gelang mit dem Gewinn der Bronzemedaille der bisher einzige Medaillengewinn, so dass es bislang noch zu keiner Qualifikation für eine globale Endrunde bei der Weltmeisterschaft oder den Olympischen Spielen reichte.

## Spieler
- Ahmadou Keita (* 1970)
- Soumaila Samake (* 1978)
- Sambou Traoré (* 1979)
- Amara Sy (* 1981)

## Abschneiden bei internationalen Wettbewerben
| - noch nie qualifiziert |  | - noch nie qualifiziert |

### Afrikameisterschaften
| - 1962 – nicht teilgenommen - 1964 – 6. Platz - 1965 – nicht teilgenommen - 1968 – 4. Platz - 1970 – nicht teilgenommen - 1972 – . Platz - 1974 – 7. Platz - 1975 bis 1985 – nicht qualifiziert - 1987 – 4. Platz | - 1989 – 4. Platz - 1992 – 4. Platz - 1993 – 7. Platz - 1995 – 5. Platz - 1997 – 6. Platz - 1999 – 4. Platz - 2001 – 11. Platz - 2003 – nicht qualifiziert - 2005 – 7. Platz - 2007 – 11. Platz | - 2009 – 8. Platz - 2011 – 9. Platz - 2013 – 15. Platz - 2015 – 7. Platz - 2017 – 9. Platz - 2021 – 15. Platz |